# Insurrection Act
Der Insurrection Act (dt. ‚Aufstandsgesetz‘) ist ein Bundesgesetz der Vereinigten Staaten von Amerika aus dem Jahr 1807. Es gibt dem US-Präsidenten ausnahmsweise die Vollmacht, die Nationalgarde und Heerestruppen oder Marineverbände innerhalb der Vereinigten Staaten zur Bekämpfung von Aufständen einzusetzen.

„....in all cases of insurrection, or obstruction to the laws, either of the United States, or of any individual state or territory, where it is
lawful for the President of the United States to call forth the militia for the purpose of suppressing such insurrection, or of causing the laws to be duly executed, it shall be lawful for him ...“

Das Gesetz sollte die Vollmachten des Präsidenten beim Einsatz von Truppen zu Gunsten der lokalen Behörden und Gesetzgeber begrenzen und wurde vom 9. Kongress beschlossen. Dabei geht es um die Antwort auf die Bitte der Regierung eines Bundesstaates zur Niederschlagung einer Revolte gegen diese Regierung.
Obwohl der Posse Comitatus Act (PCA) einen Militäreinsatz innerhalb der Vereinigten Staaten generell verbietet, ist der Insurrection Act ausdrücklich als eine Ausnahme aufgeführt.

## Inhalt
Die Militia Acts von 1792 erlaubten den Einsatz von Milizen durch den US-Präsidenten zur Niederschlagung von Aufständen. Nach einer Vorläuferregelung aus dem Jahr 1803 erlaubte dann der Insurrection Act von 1807 – über den Einsatz von Bürgerwehren hinaus – auch den Einsatz von Streitkräften im Innern der USA. Die aktuelle Regelung befindet sich im United States Code – Titel 10 Armed Forces (10 U.S.C. §§ 331 – 335).
Nach dem verheerenden Hurrikan Katrina im Jahr 2005 wurde der Insurrection Act im Oktober 2006 auf den Einsatz von Militärkräften bei Naturkatastrophen, terroristischen Anschlägen, Epidemien und anderen nationalen Notständen ausgeweitet.
Die einzelnen Befugnisse der Streitkräfte aufgrund des Insurrection Acts und dessen Verhältnis zum Kriegsrecht (Martial Law) sind verfassungsrechtlich umstritten. Umstritten ist auch, unter welchen Voraussetzungen der Präsident sich auf den Insurrection Act berufen darf – insbesondere bei der Frage eines möglichen Machtmissbrauchs zur Niederschlagung legitimer Proteste.

## Anwendungsfälle
Das Gesetz wurde zur Begründung der Kriegserklärung gegen die Südstaaten herangezogen. Es wurde ebenfalls angewendet, als es nach verschiedenen Katastrophen zu Plünderungen kam, beispielsweise nach dem Hurrikan Hugo 1989 und während der Unruhen in Los Angeles 1992. Umstritten war die Ankündigung von Präsident Donald Trump Anfang Juni 2020, das Gesetz wegen der Proteste in der Folge des Todes von George Floyd anzuwenden.